# Puchar Top Teams w piłce siatkowej mężczyzn (2005/2006)
Puchar Top Teams 2005/2006 – 6. sezon Pucharu Top Teams rozgrywanego od 2000 roku, organizowanego przez Europejską Konfederację Piłki Siatkowej (CEV) w ramach europejskich pucharów dla męskich klubowych zespołów siatkarskich "starego kontynentu".

## System rozgrywek
- Faza kwalifikacyjna składała się z 7 turniejów. Każdy turniej składał się z rozgrywek grupowych. W każdej grupie znalazły się po 4 drużyny. Rozegrały one pomiędzy sobą po jednym spotkaniu. Zwycięzcy grup awansowali do fazy grupowej.
- W fazie grupowej drużyny podzielone zostały na 4 grupy (A, B, C i D). W każdej grupie rozstawionych zostało po 4 drużyny, które rozegrały pomiędzy sobą po dwa spotkania. Dwie najlepsze drużyny z każdej grupy awansowały do 1/8 finału.
- W 1/8 finału rozgrywano dwumecz, a jego zwycięzca awansował do kolejnej fazy.
- 1/4 finału rozgrywana była analogicznie do 1/8 finału. O awansie decydują: liczba wygranych meczów, setów, zdobytych małych punktów, dodatkowy mecz.
- Turniej finałowy składał się z meczów półfinałowych, meczu o 3. miejsce oraz finału.

Źródło

## Drużyny uczestniczące
- Studenti Tirana
- Volejboll Tirana
- SK Posojilnica Aich/Dob
- Azerneft Baku
- Pepe Jeans Asse-Lennik
- Kommunalnik Grodno
- Mladost Zagrzeb
- OK Varaždin
- Anorthosis Famagusta
- Nea Salamina Famagusta
- Ferram Opava
- Marienlyst Odense
- ESS Falck Pärnu
- Pielaveden Sampo
- Raision Loimu
- Panathinaikos Ateny
- Pòrtol Son Amar Palma
- University of Ulster
- VC Lorentzweiler
- VC Strassen
- Makedonija GIO Strumica
- Rabotnički Fersped Skopje
- Dinamo-Energetik Tyraspol
- PZU AZS Olsztyn
- Esmoriz GC
- SL Benfica
- Dynamo-Tattransgaz Kazań
- VCM Konstanca
- Vojvodina Novolin Nowy Sad
- VK PU Preszów
- VŠK Púchov
- Autocommerce Bled
- Krka Novo mesto
- SEAT Volley Näfels
- Erdemirspor Ereğli
- Halkbank Ankara
- Kométa Kaposvár
- Vegyész RC Kazincbarcika
- Copra Piacenza

## Rozgrywki
Wszystkie godziny według czasu lokalnego.

### I runda kwalifikacyjna
| Data                                   | Godz. | Drużyna 1         | Wynik | Drużyna 2               | 1     | 2     | 3     | 4 | 5 | Małe punkty | Widzów | *      |
| -------------------------------------- | ----- | ----------------- | ----- | ----------------------- | ----- | ----- | ----- | - | - | ----------- | ------ | ------ |
| 23.09.2005                             | 19:00 | Marienlyst Odense | 0:3   | SK Posojilnica Aich/Dob | 28:30 | 19:25 | 16:25 |   |   |             | 370    | raport |
| 24.09.2005                             | 19:00 | Marienlyst Odense | 0:3   | SK Posojilnica Aich/Dob | 17:25 | 23:25 | 22:25 |   |   | 450         | raport |        |
| Oba mecze w Austrii.                   |       |                   |       |                         |       |       |       |   |   |             |        |        |
| 17.09.2005                             | 20:30 | VC Lorentzweiler  | 0:3   | University of Ulster    | 10:25 | 25:27 | 22:25 |   |   |             | 300    | raport |
| 24.09.2005                             | 13:00 | VC Lorentzweiler  | 0:3   | University of Ulster    | 13:25 | 17:25 | 14:25 |   |   | 150         | raport |        |
| Po lewej gospodarze pierwszych meczów. |       |                   |       |                         |       |       |       |   |   |             |        |        |

### II runda kwalifikacyjna
awans do fazy grupowej
     udział w II rundzie kwalifikacyjnej Pucharu CEV

#### Turniej 1
Miejsce:  Näfels
Tabela
| Lp. | Drużyna                   | Pkt | Mecze | Mecze | Mecze | Małe punkty | Małe punkty | Małe punkty | Sety | Sety | Sety  |
| Lp. | Drużyna                   | Pkt | M     | W     | P     | zdob.       | str.        | ratio       | wyg. | prz. | ratio |
| --- | ------------------------- | --- | ----- | ----- | ----- | ----------- | ----------- | ----------- | ---- | ---- | ----- |
| 1   | SEAT Volley Näfels        | 6   | 3     | 3     | 0     | 252         | 215         | 1.172       | 9    | 2    | 4.500 |
| 2   | VC Pepe Jeans Asse-Lennik | 5   | 3     | 2     | 1     | 273         | 235         | 1.162       | 8    | 4    | 2.000 |
| 3   | Anorthosis Famagusta      | 4   | 3     | 1     | 2     | 224         | 242         | 0.926       | 3    | 7    | 0.429 |
| 4   | University of Ulster      | 3   | 3     | 0     | 3     | 219         | 276         | 0.793       | 2    | 9    | 0.222 |

Źródło: CEV (ang.)
Zasady ustalania kolejności: 1. liczba zdobytych punktów; 2. wyższy stosunek małych punktów; 3. wyższy stosunek setów.
Punktacja: zwycięstwo – 2 pkt; porażka – 1 pkt
Wyniki
| Data       | Godz. | Drużyna 1                 | Wynik | Drużyna 2                 | 1     | 2     | 3     | 4     | 5     | Widzów | *      |
| ---------- | ----- | ------------------------- | ----- | ------------------------- | ----- | ----- | ----- | ----- | ----- | ------ | ------ |
| 07.10.2005 | 18:00 | University of Ulster      | 1:3   | VC Pepe Jeans Asse-Lennik | 25:19 | 17:25 | 21:25 | 16:25 |       | 150    | raport |
| 07.10.2005 | 20:30 | SEAT Volley Näfels        | 3:0   | Anorthosis Famagusta      | 25:21 | 25:20 | 25:22 |       |       | 280    | raport |
| 08.10.2005 | 17:00 | SEAT Volley Näfels        | 3:0   | University of Ulster      | 25:15 | 25:15 | 25:18 |       |       | 250    | raport |
| 08.10.2005 | 19:30 | Anorthosis Famagusta      | 0:3   | VC Pepe Jeans Asse-Lennik | 19:25 | 16:25 | 19:25 |       |       | 150    | raport |
| 09.10.2005 | 14:00 | Anorthosis Famagusta      | 3:1   | University of Ulster      | 23:25 | 25:18 | 34:32 | 25:17 |       | 150    | raport |
| 09.10.2005 | 16:30 | VC Pepe Jeans Asse-Lennik | 2:3   | SEAT Volley Näfels        | 25:16 | 19:25 | 25:21 | 23:25 | 12:15 | 850    | raport |

#### Turniej 2
Miejsce:  Novo mesto
Tabela
| Lp. | Drużyna            | Pkt | Mecze | Mecze | Mecze | Małe punkty | Małe punkty | Małe punkty | Sety | Sety | Sety  |
| Lp. | Drużyna            | Pkt | M     | W     | P     | zdob.       | str.        | ratio       | wyg. | prz. | ratio |
| --- | ------------------ | --- | ----- | ----- | ----- | ----------- | ----------- | ----------- | ---- | ---- | ----- |
| 1   | Raision Loimu      | 5   | 3     | 2     | 1     | 275         | 247         | 1.113       | 8    | 4    | 2.000 |
| 2   | Krka Novo mesto    | 5   | 3     | 2     | 1     | 290         | 262         | 1.107       | 8    | 5    | 1.600 |
| 3   | Kométa Kaposvár SE | 5   | 3     | 2     | 1     | 264         | 258         | 1.023       | 7    | 5    | 1.400 |
| 4   | VC Strassen        | 3   | 3     | 0     | 3     | 163         | 225         | 0.724       | 0    | 9    | 0.000 |

Źródło: CEV (ang.)
Zasady ustalania kolejności: 1. liczba zdobytych punktów; 2. wyższy stosunek małych punktów; 3. wyższy stosunek setów.
Punktacja: zwycięstwo – 2 pkt; porażka – 1 pkt
Wyniki
| Data       | Godz. | Drużyna 1          | Wynik | Drużyna 2          | 1     | 2     | 3     | 4     | 5     | Widzów | *      |
| ---------- | ----- | ------------------ | ----- | ------------------ | ----- | ----- | ----- | ----- | ----- | ------ | ------ |
| 07.10.2005 | 17:00 | Kométa Kaposvár SE | 1:3   | Raision Loimu      | 25:23 | 21:25 | 21:25 | 17:25 |       | 100    | raport |
| 07.10.2005 | 20:00 | Krka Novo mesto    | 3:0   | VC Strassen        | 25:18 | 25:17 | 25:20 |       |       | 500    | raport |
| 08.10.2005 | 16:00 | VC Strassen        | 0:3   | Raision Loimu      | 16:25 | 21:25 | 17:25 |       |       | 60     | raport |
| 08.10.2005 | 19:00 | Krka Novo mesto    | 2:3   | Kométa Kaposvár SE | 25:17 | 25:23 | 22:25 | 23:25 | 11:15 | 400    | raport |
| 09.10.2005 | 15:00 | Kométa Kaposvár SE | 3:0   | VC Strassen        | 25:16 | 25:18 | 25:20 |       |       | 40     | raport |
| 09.10.2005 | 18:00 | Raision Loimu      | 2:3   | Krka Novo mesto    | 25:20 | 21:25 | 25:23 | 17:25 | 14:16 | 400    | raport |

#### Turniej 3
Miejsce:  Zagrzeb
Tabela
| Lp. | Drużyna                 | Pkt | Mecze | Mecze | Mecze | Małe punkty | Małe punkty | Małe punkty | Sety | Sety | Sety  |
| Lp. | Drużyna                 | Pkt | M     | W     | P     | zdob.       | str.        | ratio       | wyg. | prz. | ratio |
| --- | ----------------------- | --- | ----- | ----- | ----- | ----------- | ----------- | ----------- | ---- | ---- | ----- |
| 1   | Copra Piacenza          | 6   | 3     | 3     | 0     | 248         | 169         | 1.467       | 9    | 1    | 9.000 |
| 2   | HAOK Mladost Zagrzeb    | 5   | 3     | 2     | 1     | 238         | 224         | 1.063       | 6    | 5    | 1.200 |
| 3   | Esmoriz GC              | 4   | 3     | 1     | 2     | 234         | 269         | 0.870       | 5    | 7    | 0.714 |
| 4   | SK Posojilnica Aich/Dob | 3   | 3     | 0     | 3     | 211         | 269         | 0.784       | 2    | 9    | 0.222 |

Źródło: CEV (ang.)
Zasady ustalania kolejności: 1. liczba zdobytych punktów; 2. wyższy stosunek małych punktów; 3. wyższy stosunek setów.
Punktacja: zwycięstwo – 2 pkt; porażka – 1 pkt
Wyniki
| Data       | Godz. | Drużyna 1               | Wynik | Drużyna 2               | 1     | 2     | 3     | 4     | 5    | Widzów | *      |
| ---------- | ----- | ----------------------- | ----- | ----------------------- | ----- | ----- | ----- | ----- | ---- | ------ | ------ |
| 07.10.2005 | 17:00 | SK Posojilnica Aich/Dob | 0:3   | HAOK Mladost Zagrzeb    | 21:25 | 21:25 | 15:25 |       |      | 150    | raport |
| 07.10.2005 | 19:00 | Copra Piacenza          | 3:0   | Esmoriz GC              | 25:18 | 25:16 | 25:12 |       |      | 150    | raport |
| 08.10.2005 | 17:00 | HAOK Mladost Zagrzeb    | 3:2   | Esmoriz GC              | 24:26 | 22:25 | 25:18 | 25:16 | 15:7 | 200    | raport |
| 08.10.2005 | 19:00 | Copra Piacenza          | 3:1   | SK Posojilnica Aich/Dob | 25:17 | 23:25 | 25:12 | 25:17 |      | 100    | raport |
| 09.10.2005 | 17:00 | Esmoriz GC              | 3:1   | SK Posojilnica Aich/Dob | 25:21 | 21:25 | 25:17 | 25:20 |      | 100    | raport |
| 09.10.2005 | 19:00 | HAOK Mladost Zagrzeb    | 0:3   | Copra Piacenza          | 16:25 | 18:25 | 18:25 |       |      | 450    | raport |

#### Turniej 4
Miejsce:  Parnawa
Tabela
| Lp. | Drużyna                  | Pkt | Mecze | Mecze | Mecze | Małe punkty | Małe punkty | Małe punkty | Sety | Sety | Sety  |
| Lp. | Drużyna                  | Pkt | M     | W     | P     | zdob.       | str.        | ratio       | wyg. | prz. | ratio |
| --- | ------------------------ | --- | ----- | ----- | ----- | ----------- | ----------- | ----------- | ---- | ---- | ----- |
| 1   | Vegyész RC Kazincbarcika | 4   | 2     | 2     | 0     | 172         | 144         | 1.194       | 6    | 1    | 6.000 |
| 2   | ESS Falck Pärnu          | 3   | 2     | 1     | 1     | 181         | 185         | 0.978       | 4    | 4    | 1.000 |
| 3   | Makedonija Gio Strumica  | 2   | 2     | 0     | 2     | 150         | 174         | 0.862       | 1    | 6    | 0.167 |

Źródło: CEV (ang.)
Zasady ustalania kolejności: 1. liczba zdobytych punktów; 2. wyższy stosunek małych punktów; 3. wyższy stosunek setów.
Punktacja: zwycięstwo – 2 pkt; porażka – 1 pkt
Uwaga: Klub Studenti Tirana wycofał się z rozgrywek.
Wyniki
| Data       | Godz. | Drużyna 1                | Wynik | Drużyna 2                | 1     | 2     | 3     | 4     | 5 | Widzów | *      |
| ---------- | ----- | ------------------------ | ----- | ------------------------ | ----- | ----- | ----- | ----- | - | ------ | ------ |
| 07.10.2005 | 17:00 | Vegyész RC Kazincbarcika | 3:0   | Makedonija Gio Strumica  | 25:19 | 25:21 | 25:22 |       |   | 100    | raport |
| 08.10.2005 | 14:00 | ESS Falck Pärnu          | 1:3   | Vegyész RC Kazincbarcika | 22:25 | 25:22 | 22:25 | 13:25 |   | 400    | raport |
| 09.10.2005 | 19:30 | Makedonija Gio Strumica  | 1:3   | ESS Falck Pärnu          | 25:22 | 19:25 | 25:27 | 19:25 |   | 350    | raport |

#### Turniej 5
Miejsce:  Pielavesi
Tabela
| Lp. | Drużyna                  | Pkt | Mecze | Mecze | Mecze | Małe punkty | Małe punkty | Małe punkty | Sety | Sety | Sety  |
| Lp. | Drużyna                  | Pkt | M     | W     | P     | zdob.       | str.        | ratio       | wyg. | prz. | ratio |
| --- | ------------------------ | --- | ----- | ----- | ----- | ----------- | ----------- | ----------- | ---- | ---- | ----- |
| 1   | Dinamo-Tattransgaz Kazań | 6   | 3     | 3     | 0     | 9           | 0           | MAX         | 225  | 148  | 1.520 |
| 2   | Pielaveden Sampo         | 5   | 3     | 2     | 1     | 6           | 5           | 1.200       | 242  | 263  | 0.920 |
| 3   | VŠK Púchov               | 4   | 3     | 1     | 2     | 4           | 8           | 0.500       | 252  | 282  | 0.894 |
| 4   | Kamunalnik Grodno        | 3   | 3     | 0     | 3     | 3           | 9           | 0.333       | 254  | 280  | 0.907 |

Źródło: CEV (ang.)
Zasady ustalania kolejności: 1. liczba zdobytych punktów; 2. wyższy stosunek małych punktów; 3. wyższy stosunek setów.
Punktacja: zwycięstwo – 2 pkt; porażka – 1 pkt
Wyniki
| Data       | Godz. | Drużyna 1                | Wynik | Drużyna 2                | 1     | 2     | 3     | 4     | 5     | Widzów | *      |
| ---------- | ----- | ------------------------ | ----- | ------------------------ | ----- | ----- | ----- | ----- | ----- | ------ | ------ |
| 07.10.2005 | 16:30 | Dinamo-Tattransgaz Kazań | 3:0   | VŠK Púchov               | 25:17 | 25:17 | 25:18 |       |       | 305    | raport |
| 07.10.2005 | 19:30 | Pielaveden Sampo         | 3:0   | Kamunalnik Grodno        | 25:23 | 21:25 | 28:26 | 25:20 |       | 450    | raport |
| 08.10.2005 | 15:00 | Kamunalnik Grodno        | 0:3   | Dinamo-Tattransgaz Kazań | 19:25 | 12:25 | 22:25 |       |       | 410    | raport |
| 08.10.2005 | 18:00 | VŠK Púchov               | 1:3   | Pielaveden Sampo         | 22:25 | 26:24 | 22:25 | 24:26 |       | 610    | raport |
| 09.10.2005 | 15:00 | Kamunalnik Grodno        | 2:3   | VŠK Púchov               | 21:25 | 22:25 | 25:17 | 26:24 | 13:15 | 410    | raport |
| 09.10.2005 | 18:00 | Pielaveden Sampo         | 0:3   | Dinamo-Tattransgaz Kazań | 12:25 | 16:25 | 15:25 |       |       | 950    | raport |

#### Turniej 6
Miejsce:  Skopje
Tabela
| Lp. | Drużyna                    | Pkt | Mecze | Mecze | Mecze | Małe punkty | Małe punkty | Małe punkty | Sety | Sety | Sety  |
| Lp. | Drużyna                    | Pkt | M     | W     | P     | zdob.       | str.        | ratio       | wyg. | prz. | ratio |
| --- | -------------------------- | --- | ----- | ----- | ----- | ----------- | ----------- | ----------- | ---- | ---- | ----- |
| 1   | Rabotniczki Fersped Skopje | 6   | 3     | 3     | 0     | 225         | 141         | 1.596       | 9    | 0    | MAX   |
| 2   | Azerneft Baku              | 5   | 3     | 2     | 1     | 218         | 208         | 1.048       | 6    | 4    | 1.500 |
| 3   | Nea Salamina Famagusta     | 4   | 3     | 1     | 2     | 218         | 224         | 0.973       | 4    | 6    | 0.667 |
| 4   | Tirana                     | 3   | 3     | 0     | 3     | 137         | 225         | 0.609       | 0    | 9    | 0.000 |

Źródło: CEV (ang.)
Zasady ustalania kolejności: 1. liczba zdobytych punktów; 2. wyższy stosunek małych punktów; 3. wyższy stosunek setów.
Punktacja: zwycięstwo – 2 pkt; porażka – 1 pkt
Wyniki
| Data       | Godz. | Drużyna 1                  | Wynik | Drużyna 2                  | 1     | 2     | 3     | 4     | 5 | Widzów | *      |
| ---------- | ----- | -------------------------- | ----- | -------------------------- | ----- | ----- | ----- | ----- | - | ------ | ------ |
| 07.10.2005 | 18:00 | Azerneft Baku              | 3:1   | Nea Salamina Famagusta     | 25:22 | 25:20 | 22:25 | 25:21 |   | 450    | raport |
| 07.10.2005 | 20:30 | Rabotniczki Fersped Skopje | 3:0   | Tirana                     | 25:12 | 25:15 | 25:13 |       |   | 850    | raport |
| 08.10.2005 | 18:00 | Nea Salamina Famagusta     | 3:0   | Tirana                     | 25:14 | 25:22 | 25:16 |       |   | 350    | raport |
| 08.10.2005 | 20:30 | Azerneft Baku              | 0:3   | Rabotniczki Fersped Skopje | 15:25 | 15:25 | 16:25 |       |   | 1250   | raport |
| 09.10.2005 | 18:00 | Tirana                     | 0:3   | Azerneft Baku              | 21:25 | 9:25  | 15:25 |       |   | 350    | raport |
| 09.10.2005 | 20:30 | Rabotniczki Fersped Skopje | 3:0   | Nea Salamina Famagusta     | 25:20 | 25:16 | 25:19 |       |   | 1300   | raport |

#### Turniej 7
Miejsce:  Preszów
Tabela
| Lp. | Drużyna                    | Pkt | Mecze | Mecze | Mecze | Małe punkty | Małe punkty | Małe punkty | Sety | Sety | Sety  |
| Lp. | Drużyna                    | Pkt | M     | W     | P     | zdob.       | str.        | ratio       | wyg. | prz. | ratio |
| --- | -------------------------- | --- | ----- | ----- | ----- | ----------- | ----------- | ----------- | ---- | ---- | ----- |
| 1   | Vojvodina Novolin Nowy Sad | 6   | 3     | 3     | 0     | 241         | 175         | 1.377       | 9    | 1    | 9.000 |
| 2   | VK PU Prešov               | 4   | 3     | 1     | 2     | 211         | 226         | 0.934       | 4    | 6    | 0.667 |
| 3   | OK Varaždin                | 4   | 3     | 1     | 2     | 218         | 242         | 0.901       | 4    | 7    | 0.571 |
| 4   | Dinamo-Energetik Tyraspol  | 4   | 3     | 1     | 2     | 233         | 260         | 0.896       | 4    | 7    | 0.571 |

Źródło: CEV (ang.)
Zasady ustalania kolejności: 1. liczba zdobytych punktów; 2. wyższy stosunek małych punktów; 3. wyższy stosunek setów.
Punktacja: zwycięstwo – 2 pkt; porażka – 1 pkt
Wyniki
| Data       | Godz. | Drużyna 1                  | Wynik | Drużyna 2                  | 1     | 2     | 3     | 4     | 5 | Widzów | *      |
| ---------- | ----- | -------------------------- | ----- | -------------------------- | ----- | ----- | ----- | ----- | - | ------ | ------ |
| 07.10.2005 | 17:00 | VK PU Prešov               | 0:3   | Vojvodina Novolin Nowy Sad | 16:25 | 18:25 | 14:25 |       |   | 150    | raport |
| 07.10.2005 | 19:30 | OK Varaždin                | 3:1   | Dinamo-Energetik Tyraspol  | 25:14 | 22:25 | 25:16 | 25:21 |   | 80     | raport |
| 08.10.2005 | 17:00 | Dinamo-Energetik Tyraspol  | 3:1   | VK PU Prešov               | 23:25 | 25:22 | 25:23 | 25:18 |   | 100    | raport |
| 08.10.2005 | 19:30 | Vojvodina Novolin Nowy Sad | 3:1   | OK Varaždin                | 25:13 | 25:14 | 16:25 | 25:16 |   | 60     | raport |
| 09.10.2005 | 17:00 | VK PU Prešov               | 3:0   | OK Varaždin                | 25:15 | 25:19 | 25:19 |       |   | 150    | raport |
| 09.10.2005 | 19:30 | Vojvodina Novolin Nowy Sad | 3:0   | Dinamo-Energetik Tyraspol  | 25:16 | 25:21 | 25:22 |       |   | 70     | raport |

### Faza grupowa
awans do ćwierćfinału

#### Grupa A
Tabela
| Lp. | Drużyna            | Pkt | Mecze | Mecze | Mecze | Małe punkty | Małe punkty | Małe punkty | Sety | Sety | Sety  |
| Lp. | Drużyna            | Pkt | M     | W     | P     | zdob.       | str.        | ratio       | wyg. | prz. | ratio |
| --- | ------------------ | --- | ----- | ----- | ----- | ----------- | ----------- | ----------- | ---- | ---- | ----- |
| 1   | Son Amar Palma     | 12  | 6     | 6     | 0     | 577         | 510         | 1.131       | 18   | 7    | 2.571 |
| 2   | PZU AZS Olsztyn    | 10  | 6     | 4     | 2     | 560         | 509         | 1.100       | 16   | 9    | 1.778 |
| 3   | SEAT Volley Näfels | 7   | 6     | 1     | 5     | 461         | 513         | 0.899       | 7    | 15   | 0.467 |
| 4   | Autocommerce Bled  | 7   | 6     | 1     | 5     | 493         | 559         | 0.882       | 7    | 17   | 0.412 |

Źródło: CEV (ang.)
Zasady ustalania kolejności: 1. liczba zdobytych punktów; 2. wyższy stosunek małych punktów; 3. wyższy stosunek setów.
Punktacja: zwycięstwo – 2 pkt; porażka – 1 pkt
Wyniki
| Data       | Godz. | Drużyna 1          | Wynik | Drużyna 2          | 1     | 2     | 3     | 4     | 5     | Widzów | *      |
| ---------- | ----- | ------------------ | ----- | ------------------ | ----- | ----- | ----- | ----- | ----- | ------ | ------ |
| 26.10.2005 | 20:00 | Son Amar Palma     | 3:2   | PZU AZS Olsztyn    | 23:25 | 25:21 | 25:22 | 22:25 | 15:11 | 390    | raport |
| 26.10.2005 | 17:00 | Autocommerce Bled  | 3:2   | SEAT Volley Näfels | 26:24 | 25:21 | 17:25 | 21:25 | 19:17 | 800    | raport |
| 01.11.2005 | 17:00 | SEAT Volley Näfels | 1:3   | Son Amar Palma     | 18:25 | 20:25 | 25:19 | 18:25 |       | 300    | raport |
| 02.11.2005 | 18:00 | PZU AZS Olsztyn    | 3:0   | Autocommerce Bled  | 25:15 | 25:18 | 25:17 |       |       | 750    | raport |
| 09.11.2005 | 20:00 | Son Amar Palma     | 3:1   | Autocommerce Bled  | 26:24 | 25:23 | 19:25 | 25:16 |       | 515    | raport |
| 09.11.2005 | 18:00 | PZU AZS Olsztyn    | 3:0   | SEAT Volley Näfels | 27:25 | 25:19 | 25:14 |       |       | 800    | raport |
| 07.12.2005 | 19:30 | SEAT Volley Näfels | 1:3   | PZU AZS Olsztyn    | 25:18 | 19:25 | 20:25 | 19:25 |       | 150    | raport |
| 07.12.2005 | 17:00 | Autocommerce Bled  | 1:3   | Son Amar Palma     | 25:20 | 19:25 | 17:25 | 20:25 |       | 450    | raport |
| 14.12.2005 | 19:00 | Autocommerce Bled  | 2:3   | PZU AZS Olsztyn    | 25:17 | 25:19 | 16:25 | 21:25 | 13:15 | 500    | raport |
| 14.12.2005 | 20:00 | Son Amar Palma     | 3:0   | SEAT Volley Näfels | 25:14 | 25:17 | 25:15 |       |       | 425    | raport |
| 21.12.2005 | 20:00 | SEAT Volley Näfels | 3:0   | Autocommerce Bled  | 31:29 | 25:21 | 25:16 |       |       | 250    | raport |
| 21.12.2005 | 17:30 | PZU AZS Olsztyn    | 2:3   | Son Amar Palma     | 25:23 | 24:26 | 25:18 | 24:26 | 12:15 | 1200   | raport |

#### Grupa B
Tabela
| Lp. | Drużyna                    | Pkt | Mecze | Mecze | Mecze | Małe punkty | Małe punkty | Małe punkty | Sety | Sety | Sety  |
| Lp. | Drużyna                    | Pkt | M     | W     | P     | zdob.       | str.        | ratio       | wyg. | prz. | ratio |
| --- | -------------------------- | --- | ----- | ----- | ----- | ----------- | ----------- | ----------- | ---- | ---- | ----- |
| 1   | Halkbank                   | 11  | 6     | 5     | 1     | 477         | 401         | 1.190       | 15   | 5    | 3.000 |
| 2   | Rabotniczki Fersped Skopje | 9   | 6     | 3     | 3     | 498         | 463         | 1.076       | 12   | 10   | 1.200 |
| 3   | VK Ferram Opava            | 9   | 6     | 3     | 3     | 528         | 539         | 0.980       | 13   | 12   | 1.083 |
| 4   | Raision Loimu              | 7   | 6     | 1     | 5     | 395         | 495         | 0.798       | 4    | 17   | 0.235 |

Źródło: CEV (ang.)
Zasady ustalania kolejności: 1. liczba zdobytych punktów; 2. wyższy stosunek małych punktów; 3. wyższy stosunek setów.
Punktacja: zwycięstwo – 2 pkt; porażka – 1 pkt
Wyniki
| Data       | Godz. | Drużyna 1                  | Wynik | Drużyna 2                  | 1     | 2     | 3     | 4     | 5     | Widzów | *      |
| ---------- | ----- | -------------------------- | ----- | -------------------------- | ----- | ----- | ----- | ----- | ----- | ------ | ------ |
| 26.10.2005 | 15:00 | Halkbank                   | 3:0   | Raision Loimu              | 27:25 | 25:19 | 25:22 |       |       | 350    | raport |
| 26.10.2005 | 18:00 | VK Ferram Opava            | 3:1   | Rabotniczki Fersped Skopje | 21:25 | 25:23 | 25:23 | 25:22 |       | 750    | rapor  |
| 02.11.2005 | 18:30 | Raision Loimu              | 3:2   | VK Ferram Opava            | 19:25 | 25:16 | 25:20 | 23:25 | 15:10 | 718    | raport |
| 03.11.2005 | 20:30 | Rabotniczki Fersped Skopje | 3:0   | Halkbank                   | 29:27 | 25:20 | 25:23 |       |       | 1850   | raport |
| 09.11.2005 | 18:30 | Raision Loimu              | 1:3   | Rabotniczki Fersped Skopje | 25:22 | 21:25 | 17:25 | 17:25 |       | 745    | raport |
| 10.11.2005 | 18:30 | Halkbank                   | 3:0   | VK Ferram Opava            | 25:21 | 25:23 | 25:15 |       |       | 950    | raport |
| 07.12.2005 | 18:00 | VK Ferram Opava            | 2:3   | Halkbank                   | 25:21 | 16:25 | 25:19 | 18:25 | 13:15 | 600    | raport |
| 08.12.2005 | 20:30 | Rabotniczki Fersped Skopje | 3:0   | Raision Loimu              | 25:13 | 25:13 | 25:11 |       |       | 2000   | raport |
| 14.12.2005 | 18:00 | VK Ferram Opava            | 3:0   | Raision Loimu              | 25:18 | 25:17 | 25:20 |       |       | 450    | raport |
| 14.12.2005 | 18:00 | Halkbank                   | 3:0   | Rabotniczki Fersped Skopje | 25:16 | 25:15 | 25:19 |       |       | 800    | raport |
| 21.12.2005 | 20:40 | Rabotniczki Fersped Skopje | 2:3   | VK Ferram Opava            | 25:17 | 23:25 | 20:25 | 25:23 | 11:15 | 2000   | raport |
| 21.12.2005 | 18:30 | Raision Loimu              | 0:3   | Halkbank                   | 13:25 | 21:25 | 16:25 |       |       | 207    | raport |

#### Grupa C
Tabela
| Lp. | Drużyna                    | Pkt | Mecze | Mecze | Mecze | Małe punkty | Małe punkty | Małe punkty | Sety | Sety | Sety  |
| Lp. | Drużyna                    | Pkt | M     | W     | P     | zdob.       | str.        | ratio       | wyg. | prz. | ratio |
| --- | -------------------------- | --- | ----- | ----- | ----- | ----------- | ----------- | ----------- | ---- | ---- | ----- |
| 1   | Vojvodina Novolin Nowy Sad | 11  | 6     | 5     | 1     | 552         | 487         | 1.133       | 16   | 7    | 2.286 |
| 2   | SL Benfica                 | 9   | 6     | 3     | 3     | 516         | 522         | 0.989       | 12   | 12   | 1.000 |
| 3   | VCM Constanța              | 8   | 6     | 2     | 4     | 520         | 536         | 0.970       | 9    | 14   | 0.643 |
| 4   | Vegyész RC Kazincbarcika   | 8   | 6     | 2     | 4     | 568         | 611         | 0.930       | 11   | 15   | 0.733 |

Źródło: CEV (ang.)
Zasady ustalania kolejności: 1. liczba zdobytych punktów; 2. wyższy stosunek małych punktów; 3. wyższy stosunek setów.
Punktacja: zwycięstwo – 2 pkt; porażka – 1 pkt
Wyniki
| Data       | Godz. | Drużyna 1                  | Wynik | Drużyna 2                  | 1     | 2     | 3     | 4     | 5     | Widzów | *      |
| ---------- | ----- | -------------------------- | ----- | -------------------------- | ----- | ----- | ----- | ----- | ----- | ------ | ------ |
| 26.10.2005 | 20:30 | SL Benfica                 | 2:3   | Vojvodina Novolin Nowy Sad | 22:25 | 25:19 | 25:19 | 18:25 | 6:15  | 1500   | raport |
| 26.10.2005 | 17:30 | Vegyész RC Kazincbarcika   | 2:3   | VCM Constanța              | 25:22 | 19:25 | 21:25 | 25:23 | 11:15 | 500    | raport |
| 02.11.2005 | 18:00 | VCM Constanța              | 3:0   | SL Benfica                 | 25:19 | 25:23 | 25:21 |       |       | 800    | raport |
| 02.11.2005 | 20:00 | Vojvodina Novolin Nowy Sad | 3:0   | Vegyész RC Kazincbarcika   | 25:19 | 25:20 | 25:17 |       |       | 520    | raport |
| 09.11.2005 | 20:30 | SL Benfica                 | 3:1   | Vegyész RC Kazincbarcika   | 25:18 | 13:25 | 25:17 | 25:23 |       | 300    | raport |
| 09.11.2005 | 20:00 | Vojvodina Novolin Nowy Sad | 3:0   | VCM Constanța              | 25:18 | 25:21 | 25:18 |       |       | 560    | raport |
| 06.12.2005 | 17:30 | Vegyész RC Kazincbarcika   | 2:3   | SL Benfica                 | 17:25 | 25:22 | 19:25 | 25:22 | 20:22 | 400    | raport |
| 07.12.2005 | 19:00 | VCM Constanța              | 1:3   | Vojvodina Novolin Nowy Sad | 25:27 | 28:26 | 22:25 | 22:25 |       | 1200   | raport |
| 14.12.2005 | 17:30 | Vegyész RC Kazincbarcika   | 3:1   | Vojvodina Novolin Nowy Sad | 22:25 | 25:21 | 25:23 | 31:29 |       | 600    | raport |
| 14.12.2005 | 20:30 | SL Benfica                 | 3:0   | VCM Constanța              | 25:19 | 25:18 | 25:20 |       |       | 500    | raport |
| 21.12.2005 | 18:00 | VCM Constanța              | 2:3   | Vegyész RC Kazincbarcika   | 22:25 | 30:32 | 25:15 | 25:23 | 22:24 | 250    | raport |
| 21.12.2005 | 20:00 | Vojvodina Novolin Nowy Sad | 3:1   | SL Benfica                 | 25:23 | 25:14 | 23:25 | 25:16 |       | 500    | raport |

#### Grupa D
Tabela
| Lp. | Drużyna                  | Pkt | Mecze | Mecze | Mecze | Małe punkty | Małe punkty | Małe punkty | Sety | Sety | Sety  |
| Lp. | Drużyna                  | Pkt | M     | W     | P     | zdob.       | str.        | ratio       | wyg. | prz. | ratio |
| --- | ------------------------ | --- | ----- | ----- | ----- | ----------- | ----------- | ----------- | ---- | ---- | ----- |
| 1   | Panathinaikos AO         | 11  | 6     | 5     | 1     | 517         | 465         | 1.112       | 15   | 7    | 2.143 |
| 2   | Copra Piacenza           | 10  | 6     | 4     | 2     | 530         | 488         | 1.086       | 15   | 7    | 2.143 |
| 3   | Dinamo-Tattransgaz Kazań | 9   | 6     | 3     | 3     | 498         | 497         | 1.002       | 11   | 11   | 1.000 |
| 4   | Erdemirspor              | 6   | 6     | 0     | 6     | 400         | 495         | 0.808       | 2    | 18   | 0.111 |

Źródło: CEV (ang.)
Zasady ustalania kolejności: 1. liczba zdobytych punktów; 2. wyższy stosunek małych punktów; 3. wyższy stosunek setów.
Punktacja: zwycięstwo – 2 pkt; porażka – 1 pkt
Wyniki
| Data       | Godz. | Drużyna 1                | Wynik | Drużyna 2                | 1     | 2     | 3     | 4     | 5     | Widzów | *      |
| ---------- | ----- | ------------------------ | ----- | ------------------------ | ----- | ----- | ----- | ----- | ----- | ------ | ------ |
| 26.10.2005 | 18:00 | Dinamo-Tattransgaz Kazań | 2:3   | Panathinaikos AO         | 25:27 | 25:23 | 21:25 | 29:27 | 13:15 | 5750   | raport |
| 26.10.2005 | 20:30 | Copra Piacenza           | 3:1   | Erdemirspor              | 25:19 | 26:24 | 20:25 | 25:19 |       | 1012   | raport |
| 02.11.2005 | 19:00 | Erdemirspor              | 1:3   | Dinamo-Tattransgaz Kazań | 21:25 | 25:17 | 17:25 | 21:25 |       | 1200   | raport |
| 02.11.2005 | 19:00 | Panathinaikos AO         | 0:3   | Copra Piacenza           | 24:26 | 22:25 | 16:25 |       |       | 1200   | raport |
| 09.11.2005 | 18:00 | Dinamo-Tattransgaz Kazań | 3:1   | Copra Piacenza           | 25:16 | 20:25 | 26:24 | 32:30 |       | 4200   | raport |
| 09.11.2005 | 17:00 | Panathinaikos AO         | 3:0   | Erdemirspor              | 25:17 | 25:10 | 25:15 |       |       | 800    | raport |
| 07.12.2005 | 19:00 | Erdemirspor              | 0:3   | Panathinaikos AO         | 22:25 | 20:25 | 25:27 |       |       | 1500   | raport |
| 08.12.2005 | 20:30 | Copra Piacenza           | 3:0   | Dinamo-Tattransgaz Kazań | 25:16 | 25:23 | 25:17 |       |       | 1450   | raport |
| 14.12.2005 | 19:00 | Dinamo-Tattransgaz Kazań | 3:0   | Erdemirspor              | 25:16 | 25:18 | 25:17 |       |       | 4500   | raport |
| 15.12.2005 | 20:30 | Copra Piacenza           | 2:3   | Panathinaikos AO         | 25:20 | 21:25 | 22:25 | 28:26 | 12:15 | 1000   | raport |
| 21.12.2005 | 19:00 | Erdemirspor              | 0:3   | Copra Piacenza           | 18:25 | 28:30 | 23:25 |       |       | 750    | raport |
| 21.12.2005 | 18:00 | Panathinaikos AO         | 3:0   | Dinamo-Tattransgaz Kazań | 25:18 | 25:23 | 25:18 |       |       | 900    | raport |

### Ćwierćfinały
| Data                                   | Godz. | Drużyna 1                  | Wynik | Drużyna 2                  | 1     | 2     | 3     | 4     | 5     | Małe punkty | Widzów | *      |
| -------------------------------------- | ----- | -------------------------- | ----- | -------------------------- | ----- | ----- | ----- | ----- | ----- | ----------- | ------ | ------ |
| 11.01.2006                             | 19:00 | Panathinaikos AO           | 3:2   | PZU AZS Olsztyn            | 25:19 | 23:25 | 25:17 | 22:25 | 15:9  |             | 1200   | raport |
| 18.01.2006                             | 18:00 | Panathinaikos AO           | 3:2   | PZU AZS Olsztyn            | 25:20 | 25:19 | 21:25 | 21:25 | 15:11 | 2500        | raport |        |
| 11.01.2006                             | 15:30 | Halkbank                   | 0:3   | Copra Piacenza             | 23:25 | 18:25 | 15:25 |       |       |             | 900    | raport |
| 18.01.2006                             | 20:30 | Halkbank                   | 0:3   | Copra Piacenza             | 11:25 | 19:25 | 17:25 |       |       | 1021        | raport |        |
| 11.01.2006                             | 20:00 | Vojvodina Novolin Nowy Sad | 3:0   | Rabotniczki Fersped Skopje | 25:17 | 25:18 | 25:18 |       |       |             | 1000   | raport |
| 19.01.2006                             | 20:40 | Vojvodina Novolin Nowy Sad | 3:1   | Rabotniczki Fersped Skopje | 18:25 | 26:24 | 25:17 | 25:20 |       | 2000        | raport |        |
| 11.01.2006                             | 20:00 | Son Amar Palma             | 3:0   | SL Benfica                 | 25:17 | 25:20 | 25:15 |       |       |             | 871    | raport |
| 18.01.2006                             | 20:30 | Son Amar Palma             | 3:1   | SL Benfica                 | 20:25 | 25:20 | 26:24 | 25:18 |       | 200         | raport |        |
| Po lewej gospodarze pierwszych meczów. |       |                            |       |                            |       |       |       |       |       |             |        |        |

### Turniej finałowy
Miejsce: Palau Municipal d'Esports Son Moix,  Palma de Mallorca

#### Półfinały
| Data       | Godz. | Drużyna 1                  | Wynik | Drużyna 2      | 1     | 2     | 3     | 4     | 5 | Widzów | *      |
| ---------- | ----- | -------------------------- | ----- | -------------- | ----- | ----- | ----- | ----- | - | ------ | ------ |
| 11.03.2006 | 19:30 | Panathinaikos AO           | 1:3   | Copra Piacenza | 25:22 | 21:25 | 18:25 | 21:25 |   | 1800   | raport |
| 11.03.2006 | 17:30 | Vojvodina Novolin Nowy Sad | 0:3   | Son Amar Palma | 13:25 | 19:25 | 23:25 |       |   | 3300   | raport |

#### Mecz o 3. miejsce
| Data       | Godz. | Drużyna 1        | Wynik | Drużyna 2                  | 1     | 2     | 3     | 4     | 5 | Widzów | *      |
| ---------- | ----- | ---------------- | ----- | -------------------------- | ----- | ----- | ----- | ----- | - | ------ | ------ |
| 12.03.2006 | 12:00 | Panathinaikos AO | 3:1   | Vojvodina Novolin Nowy Sad | 25:16 | 25:27 | 26:24 | 25:21 |   | 1700   | raport |

#### Finał
| Data       | Godz. | Drużyna 1      | Wynik | Drużyna 2      | 1     | 2     | 3     | 4     | 5    | Widzów | *      |
| ---------- | ----- | -------------- | ----- | -------------- | ----- | ----- | ----- | ----- | ---- | ------ | ------ |
| 12.03.2006 | 14:00 | Copra Piacenza | 3:2   | Son Amar Palma | 21:25 | 25:19 | 25:20 | 20:25 | 15:9 | 3500   | raport |

## Klasyfikacja końcowa
| Miejsce | Drużyna                    |
| ------- | -------------------------- |
| 1.      | Copra Piacenza             |
| 2.      | Son Amar Palma             |
| 3.      | Panathinaikos AO           |
| 4.      | Vojvodina Novolin Nowy Sad |